# Candace Flynn
Candace "Candy" Gertrude Flynn là một trong năm nhân vật chính trong bộ phim hoạt hình nhiều tập nổi tiếng Phineas and Ferb của Walt Disney Pictures đồng thời cũng là một trong hai nhân vật đóng vai trò phản diện chủ đạo trong hầu hết các tập phim. Candace được lồng tiếng bời Ashley Tisdale và tạo ra bởi Dan Povenmire. Candace xuất hiện trong tất cả các tập phim cùng với những nhân vật chính khác. 2 người em trai của cô là Phineas Flynn và Ferb Fletcher, người mà cô luôn tìm cách lật tẩy với mẹ về những sáng tạo phát minh độc đáo nhưng hầu hết, không lần nào cô thành công cả bởi vì song song với kế hoạch lật tẩy và những sáng tạo còn có cuộc chiến giữa thú mỏ vịt Perry và tiến sĩ Heinz Doofenshmirtz vô tình dọn dẹp và phá sạch những sáng tạo của 2 cậu em sau cuộc vui chơi.
Trong tập "Phineas and Ferb's Quantum Boogaloo", tương lai cho biết rằng cô có ba người con Amanda, Xavier và Fred, cũng trong tập phim đó, cô đã biết ngừng việc bắt các em trai vì trước đó, cô đã thực hiện và kết quả tất cả mọi thứ bị đảo trật tự. Cô hay nói chuyện với cô bạn thân Stacy hàng giờ qua điện thoại. Candace là con trong một gia đình đặc biệt, với cha dượng và em trai kế nhưng cô vẫn sống rất thân thiết và đầm ấm. Việc chọn Candace Flynn là con trong gia đình tái hôn nhân bởi vì họ muốn xem xét tận dụng những kinh nghiệm quá khứ của Jeff "Swampy" Marsh vào bộ phim dành cho trẻ em. Là một nhân vật phổ biến, Candace nhận được nhiều ca ngợi tích cực quan trọng, đã xuất hiện trên phương tiện truyền thông khác như trò chơi điện tử, mua sắm, tạp chí,...